# Bulgarischer Fußballpokal 2017/18
Der Bulgarischer Fußballpokal 2017/18 war die 78. Austragung des Pokalwettbewerbs im Fußball in Bulgarien. Pokalsieger wurde Slawia Sofia. Das Team setzte sich im Finale gegen Lewski Sofia nach Elfmeterschießen durch. Durch den Sieg qualifizierte sich Slawia für die 1. Qualifikationsrunde der UEFA Europa League 2018/19.

## Modus
Bis zum Viertelfinale und im Finale wurden die Begegnungen in einem Spiel entschieden. Bei unentschiedenem Ausgang gab es eine Verlängerung von zweimal 15 Minuten und gegebenenfalls ein Elfmeterschießen.
Im Halbfinale wurde der Sieger in Hin- und Rückspiel ermittelt. Bei Torgleichheit entschied zunächst die Anzahl der auswärts erzielten Tore, danach eine Verlängerung und falls erforderlich ein Elfmeterschießen.

## Teilnehmer
| Parwa liga (14) | Wtora liga (15) | Regionalcup (3)                                                                                                 |
| --- | --- | --- |
| - Beroe Stara Sagora - Botew Plowdiw - FC Dunaw Russe - SFK Etar Weliko Tarnowo - Lewski Sofia - Lokomotive Plowdiw - Ludogorez Rasgrad - Pirin Blagoewgrad - Septemwri Sofia - Slawia Sofia - Tscherno More Warna - Wereja Stara Sagora - Witoscha Bistriza - ZSKA Sofia | - Botew Galabowo - FC Botew Wraza - Litex Lowetsch - Lok Gorna Orjachowiza - Lokomotive Sofia - Mariza Plowdiw - PFK Montana - Neftochimik Burgas - PFK Nessebar - Oborischte Panagjurischte - OFK Pomorie - FC Sosopol - Strumska Slawa Radomir - Tschernomorez Baltschik - Zarsko Selo Sofia | Nord Gruppe: - FC Sewliewo (III) Südwest Gruppe: - Wichren Sandanski (III) Südost Gruppe: - Sokol Markowo (III) |

## 1. Runde
| Datum      |                                | Ergebnis  |                             |
| ---------- | ------------------------------ | --------- | --------------------------- |
| 19.10.2017 | Neftochimik Burgas (II)        | 1:2       | Zarsko Selo Sofia (II)      |
| 19.10.2017 | PFK Nessebar (II)              | 1:4       | ZSKA Sofia (I)              |
| 19.10.2017 | FC Sewliewo (III)              | 0:2       | Beroe Stara Sagora (I)      |
| 19.10.2017 | Sokol Markowo (III)            | 1:4       | FC Dunaw Russe (I)          |
| 19.10.2017 | Wichren Sandanski (III)        | 0:2       | Septemwri Sofia (I)         |
| 19.10.2017 | Botew Galabowo (II)            | 0:1 n. V. | Lewski Sofia (I)            |
| 20.10.2017 | FC Botew Wraza (II)            | 3:1       | Pirin Blagoewgrad (I)       |
| 20.10.2017 | Tschernomorez Baltschik (II)   | 0:2       | Slawia Sofia (I)            |
| 20.10.2017 | Lokomotive Sofia (II)          | 2:1       | Wereja Stara Sagora (I)     |
| 20.10.2017 | PFK Montana (II)               | 2:1       | Tscherno More Warna (I)     |
| 20.10.2017 | OFK Pomorie (II)               | 2:4 n. V. | SFK Etar Weliko Tarnowo (I) |
| 20.10.2017 | Strumska Slawa Radomir (II)    | 2:1       | FC Sosopol (I)              |
| 20.10.2017 | Litex Lowetsch (II)            | 1:0       | Witoscha Bistriza (I)       |
| 21.10.2017 | Oborischte Panagjurischte (II) | 2:3 n. V. | Ludogorez Rasgrad (I)       |
| 21.10.2017 | Mariza Plowdiw (II)            | 1:3       | Lokomotive Plowdiw (I)      |
| 21.10.2017 | Lok Gorna Orjachowiza (II)     | 1:3       | Botew Plowdiw (I)           |

## Achtelfinale
| Datum      |                             | Ergebnis              |                             |
| ---------- | --------------------------- | --------------------- | --------------------------- |
| 24.10.2017 | Zarsko Selo Sofia (II)      | 3:4 n. V.             | Botew Plowdiw (I)           |
| 24.10.2017 | Litex Lowetsch (II)         | 1:0                   | Lokomotive Sofia (II)       |
| 24.10.2017 | ZSKA Sofia (I)              | 3:1                   | FC Botew Wraza (II)         |
| 24.10.2017 | FC Dunaw Russe (I)          | 2:0                   | Strumska Slawa Radomir (II) |
| 25.10.2017 | Slawia Sofia (I)            | 2:1 n. V.             | Lokomotive Plowdiw (I)      |
| 25.10.2017 | PFK Montana (II)            | 0:1                   | Lewski Sofia (I)            |
| 26.10.2017 | SFK Etar Weliko Tarnowo (I) | 2:1                   | Septemwri Sofia (I)         |
| 26.10.2017 | Ludogorez Rasgrad (I)       | 1:1 n. V. (4:3 i. E.) | Beroe Stara Sagora (I)      |

## Viertelfinale
| Datum      |                             | Ergebnis  |                       |
| ---------- | --------------------------- | --------- | --------------------- |
| 12.12.2017 | Botew Plowdiw (I)           | 5:0       | Litex Lowetsch (II)   |
| 13.12.2017 | SFK Etar Weliko Tarnowo (I) | 1:3       | Slawia Sofia (I)      |
| 14.12.2017 | ZSKA Sofia (I)              | 2:1 n. V. | Ludogorez Rasgrad (I) |
| 15.12.2017 | FC Dunaw Russe (I)          | 0:2       | Lewski Sofia (I)      |

## Halbfinale
| Datum             |                   | Gesamt    |                  | Hinspiel | Rückspiel |
| ----------------- | ----------------- | --------- | ---------------- | -------- | --------- |
| 10.04./24.04.2018 | Botew Plowdiw (I) | (a)2:2(a) | Slawia Sofia (I) | 2:1      | 0:1       |
| 11.04./25.04.2018 | ZSKA Sofia (I)    | 2:4       | Lewski Sofia (I) | 0:2      | 2:2       |

## Finale
| Paarung        | Slawia Sofia – Lewski Sofia |
| Ergebnis       | 0:0 n. V., 4:2 i. E. |
| Datum          | 9. Mai 2018 |
| Stadion        | Wassil-Lewski-Stadion, Sofia |
| Zuschauer      | 32.000 |
| Schiedsrichter | Nikola Popow |
| Tore           | Elfmeterschießen: 1:0 Iwan Mintschew 1:1 Felipe Nascimento 2:1 Miltscho Angelow Khaly Thiam (gehalten) Iwajlo Dimitrow (gehalten) Roman Procházka (gehalten) 3:1 Stefan Welew 3:2 Antonio Wutow 4:2 Georgi Jomow                                                                         |
| Slawia Sofia   | Georgi Petkow – Slawtscho Schokolarow, Kostadin Welkow, Andrea Christow, Stefan Welew – Janis Karabeljow, Wladislaw Usunow, Iwan Mintschew, Galin Iwanow (120. Miltscho Angelow) – Iwajlo Dimitrow, Zwetelin Tschuntschukow (90. Georgi Jomow) Cheftrainer: Zlatomir Zagorčić ( Serbien) |
| Lewski Sofia   | Boschidar Mitrew – Roman Procházka, David Jablonský, Hólmar Örn Eyjólfsson, Iwan Goranow – Khaly Thiam, Jordi Gómez (82. Miloš Cvetković), Felipe Nascimento, Gabriel Obertan – Paulinho (120.+1' Jerson Cabral), Sergiu Buş (100. Antonio Wutow) Cheftrainer: Delio Rossi ( Italien)    |
| Gelbe Karten   | Georgi Petkow, Andrea Christow, Slawtscho Schokolarow, Iwan Mintschew, Stefan Welew, Zwetelin Tschuntschukow, Georgi Jomow – Khaly Thiam, Jordi Gómez, Holmar Örn Eyjólfsson, Felipe Nascimento                                                                                          |
| Besonderheiten | Georgi Petkow hält Handelfmeter von Jordi Gómez (12.) |